# Basaa (A.40) jezici
Basaa (A.40) jezici, podskupina sjeverozapadnih bantu jezika u zoni A koja obuhvaća (4) jezika iz Kameruna, to su: bakoko ili basoo [bkh], 50.000 (1982 SIL); bankon ili abaw [abb], 12.000 (2001 SIL); barombi ili rombi [bbi], 3.000 (2001 SIL); i najvažniji jezik basaa ili basa [bas], 230.000 (1982 SIL).
Sjeverozapadnu A skupinu čine s podskupinama bafia (A.50), bube-benga (A.30), duala (A.20), kako (A.90), lundu-balong (A.10), makaa-njem (A.80) i yaunde-fang (A.70).

## Vanjske poveznice
- Ethnologue (14th)
- Ethnologue (15th)